# Autostrada A55
Il sistema tangenziale di Torino, ufficialmente indicato con la sigla A55, è un insieme di arterie autostradali che corrono nelle periferie del capoluogo piemontese. Nel suo percorso principale, che circonda per tre quarti la città subalpina, è composto da tre corsie per senso di marcia con corsia di emergenza ed è diviso figurativamente (e in passato fisicamente) in due tronconi: la tangenziale Nord e la tangenziale Sud, entrambi gestiti dalla Ivrea Torino Piacenza.
È allo studio il progetto per un ulteriore tronco di tangenziale (tangenziale Est), che andrebbe a unire le autostrade A21 e A5, completando così l'anello viario autostradale attorno a Torino. Il flusso del traffico che interessa questo tratto autostradale è di oltre 400.000 veicoli al giorno, e il 20% è costituito da veicoli pesanti.
Il sistema autostradale tangenziale torinese (S.A.T.T.) comprende inoltre il raccordo tangenziale Nord-A4-ex SS 11, detto raccordo della Falchera, la diramazione autostradale per Pinerolo, e i 3 assi di penetrazione urbana di Moncalieri, corso Orbassano e corso Regina Margherita.
Nel sistema autostradale che ruota attorno alla tangenziale di Torino vi è ancora il raccordo autostradale 10 per l'aeroporto di Torino-Caselle, gestito dall'ANAS. Inoltre, a nord il raccordo della Falchera prosegue senza soluzione di continuità nella superstrada Torino-Chivasso, che funziona sia come continuazione della tangenziale per i comuni di cintura urbana di Settimo Torinese, San Mauro Torinese e Gassino Torinese, sia come secondo allacciamento con l'autostrada A4.

## Storia
La tangenziale di Torino, auspicata da decenni, fu costruita a partire dalla fine degli anni sessanta e terminata nel 1976, a eccezione della diramazione per Pinerolo, che fu prevista sin dal principio (lo svincolo di corso Orbassano fu già costruito prevedendo il prolungamento), ma costruita solo a partire dagli anni novanta.
Inizialmente, la tangenziale prevedeva anche due barriere a pedaggio intermedie, una sulla tangenziale Nord subito a ovest di corso Regina Margherita, e una sulla tangenziale Sud tra l'interporto e corso Orbassano. Le due barriere vennero abolite nel 1977 per facilitare la circolazione locale.
Alcuni svincoli e servizi non inizialmente previsti vennero costruiti in anni successivi: le rampe aggiuntive dello svincolo di Venaria verso lo Stadio delle Alpi (oggi Juventus Stadium) risalgono al 1990, lo svincolo Debouchè, che collega la tangenziale alla strada statale di Nichelino e Vinovo e lo svincolo SS 24 Collegno-Pianezza agli anni novanta, lo svincolo Vadò (l'unico ad essere dotato di barriera di pedaggio), il doppio svincolo Savonera e l'area di servizio Bauducchi a metà degli anni 2000. Inoltre, la terminazione sulla SS 25 a Rivoli fu rivista e ampliata quando fu costruita la A32, che si innesta direttamente nella tangenziale nord senza soluzione di continuità.
In occasione delle Olimpiadi di Torino 2006, fu completamente ricostruito lo svincolo di Bruere tra la tangenziale Nord e la tangenziale Sud. Da allora, la carreggiata della tangenziale Sud prosegue direttamente nella tangenziale Nord verso la A5, mentre il ramo iniziale della tangenziale nord verso la barriera di Bruere (e la A32), originariamente parte integrante della tangenziale Nord, è divenuto una diramazione.
Dal 1º dicembre 2024 l'autostrada è gestita dalla società Ivrea Torino Piacenza della famiglia Dogliani, nuova concessionaria subentrata alla ATIVA del gruppo Gavio.

## L'autostrada oggi
La tangenziale costituisce oggi un corpo unico, ma amministrativamente è ancora divisa in due tronconi: la tangenziale Nord e la tangenziale Sud.

### Tangenziale Nord
La tangenziale Nord di Torino parte da Rivoli, al termine della A32, e termina con l'inizio dell'autostrada A5 a Settimo Torinese.
Ha una lunghezza di 20,24 km, ma comprende anche il raccordo di penetrazione di corso Regina Margherita pari a 0,83 km, per un totale di 21,07 km.

### Tangenziale Sud
La tangenziale Sud parte a Santena, al termine della A21, e termina a Bruere (Rivoli), con l'allacciamento con la tangenziale Nord.

Ha una lunghezza di 25,86 km, ma comprende anche il raccordo di penetrazione urbana a corso Trieste di Moncalieri per 6,18 km ed il raccordo di penetrazione di corso Orbassano a Torino per 1,33 km.

### Tabella percorso
| Tangenziale Nord di Torino                            | |                             |                     |                             |
| Tipo                                                  | Indicazione                                                                                        | km                          | Città metropolitana | Strada europea              |
|                                                       | Bardonecchia                                                                                       | 0                           | TO                  | Simbolo dell'autostrada E70 |
| Simbolo di uscita autostradale                        | del Moncenisio Rivoli                                                                              | 0,3                         | TO                  | Simbolo dell'autostrada E70 |
|                                                       | Area Servizio "Rivoli Sud"                                                                         | 0,8 Solo carreggiata est    | TO                  | Simbolo dell'autostrada E70 |
|                                                       | Area Servizio "Rivoli Nord"                                                                        | 1,8 Solo carreggiata ovest  | TO                  | Simbolo dell'autostrada E70 |
|                                                       | Barriera Bruere                                                                                    | 2,9                         | TO                  | Simbolo dell'autostrada E70 |
| Simbolo di incrocio autostradale con altra autostrada | Tangenziale Sud                                                                                    | 3,7                         | TO                  | Simbolo dell'autostrada E70 |
| Simbolo di uscita autostradale                        | del Monginevro Pianezza, Collegno                                                                  | 6,6                         | TO                  |                             |
| Simbolo di uscita autostradale                        | Pianezza del Monginevro                                                                            | 6,9 Solo carreggiata ovest  | TO                  |                             |
| Simbolo di uscita autostradale                        | Savonera Reggia di Venaria Reale Druento                                                           | 7,6 Solo carreggiata est    | TO                  |                             |
| Simbolo di uscita autostradale                        | Corso Regina Margherita                                                                            | 8,5                         | TO                  |                             |
| Simbolo di uscita autostradale                        | Savonera Reggia di Venaria Reale Druento                                                           | 8,9 Solo carreggiata ovest  | TO                  |                             |
| Simbolo di uscita autostradale                        | Venaria - Stadio Druento Valli di Lanzo Juventus Stadium                                           | 12,2                        | TO                  |                             |
| Simbolo di uscita autostradale                        | Borgaro Reggia di Venaria SP 501 della Reggia - Valli di Lanzo                                     | 14,1                        | TO                  |                             |
|                                                       | Area Servizio "Stura Nord"                                                                         | 15,5 Solo carreggiata ovest | TO                  |                             |
|                                                       | Area Servizio "Stura Sud"                                                                          | 16,4 Solo carreggiata est   | TO                  |                             |
| Simbolo di incrocio autostradale con altra autostrada | Caselle - Torino - Caselle Aeroporto di Torino-Caselle Valli di Lanzo del Gran Paradiso - Canavese | 17,1                        | TO                  |                             |
| Simbolo di incrocio autostradale con altra autostrada | Raccordo della Falchera Torino-Milano Padana Superiore                                             | 18,2                        | TO                  |                             |
|                                                       | Settimo Torinese Uscita A5                                                                         | 20,1                        | TO                  |                             |
|                                                       | Barriera Torino Nord Barriera A5                                                                   | 20,1                        | TO                  |                             |
|                                                       | Aosta                                                                                              | 20,2                        | TO                  |                             |

| Tangenziale Sud di Torino                                       | |                            |                     |                             |
| Tipo                                                            | Indicazione                                                                                             | km                         | Città metropolitana | Strada europea              |
|                                                                 | Piacenza-Brescia                                                                                        | 0                          | TO                  | Simbolo dell'autostrada E70 |
| Simbolo di uscita autostradale                                  | Santena                                                                                                 | 0,1                        | TO                  | Simbolo dell'autostrada E70 |
|                                                                 | Barriera Trofarello                                                                                     | 4,0                        | TO                  | Simbolo dell'autostrada E70 |
| Simbolo di uscita autostradale                                  | Vadò | 4,7                        | TO                  | Simbolo dell'autostrada E70 |
| Simbolo di incrocio autostradale con altra autostrada           | Bauducchi C.so Unità d'Italia Lingotto Moncalieri Savona                                                | 6,8                        | TO                  | Simbolo dell'autostrada E70 |
| Simbolo di uscita autostradale                                  | del Colle di Tenda e della Valle Roja La Loggia                                                         | 9,6                        | TO                  | Simbolo dell'autostrada E70 |
|                                                                 | Area Servizio "Nichelino Nord"                                                                          | 10,1 Solo carreggiata nord | TO                  | Simbolo dell'autostrada E70 |
|                                                                 | Area Servizio "Nichelino Sud"                                                                           | 11,6 Solo carreggiata sud  | TO                  | Simbolo dell'autostrada E70 |
| Simbolo di uscita autostradale                                  | Debouché Nichelino, Vinovo Ippodromi di Torino                                                          | 13,7                       | TO                  | Simbolo dell'autostrada E70 |
| Simbolo di uscita autostradale                                  | Stupinigi Nichelino - Pinerolo Palazzina di caccia di Stupinigi Corso Unione Sovietica Stadio Olimpico- | 15,2                       | TO                  | Simbolo dell'autostrada E70 |
| Simbolo di uscita autostradale · Simbolo di uscita autostradale | Drosso C.so Orbassano Stabilimento FIAT Drosso Beinasco-Orbassano                                       | 17,3                       | TO                  | Simbolo dell'autostrada E70 |
| Simbolo di incrocio autostradale con altra autostrada           | Pinerolo autostrada del Pinerolese dei Laghi di Avigliana                                               | 18,0                       | TO                  | Simbolo dell'autostrada E70 |
| Simbolo di uscita autostradale                                  | S.I.TO Interporto Ospedale S. Luigi di Orbassano "Autostrada Ferroviaria Alpina"                        | 21,0                       | TO                  | Simbolo dell'autostrada E70 |
| Simbolo di uscita autostradale · Simbolo di uscita autostradale | C.so Allamano Grugliasco C.so IV Novembre                                                               | 24,7                       | TO                  | Simbolo dell'autostrada E70 |
| Simbolo di uscita autostradale                                  | C.so Francia Rivoli, Cascine Vica                                                                       | 25,4                       | TO                  | Simbolo dell'autostrada E70 |
|                                                                 | Tangenziale Nord                                                                                        | 25,9                       | TO                  | Simbolo dell'autostrada E70 |

## Raccordi e diramazioni

### Raccordo Torino-Chivasso (SR-11)
Il raccordo della Falchera si sviluppa per 3,13 km. Ha inizio presso lo svincolo Falchera dell'A55-Tangenziale nord e termina, senza soluzione di continuità, con la SR 11 . Nel suo tragitto vi è la barriera di pedaggio della Falchera, lo svincolo per la SSP 460 e l'interconnessione con l'A4 e l'A5. Attualmente la strada è chiusa per lavori.
| Raccordo della Falchera                               |                         |     |                     |
| Tipo                                                  | Indicazione             | km  | Città metropolitana |
| Simbolo di incrocio autostradale con altra autostrada | Tangenziale Nord        | 0,0 | TO                  |
|                                                       | Barriera Falchera       | 0,5 | TO                  |
| Simbolo di uscita autostradale                        | Leini del Gran Paradiso | 0,5 | TO                  |
| Simbolo di incrocio autostradale con altra autostrada | Torino - Trieste        | 1,9 | TO                  |
| Simbolo di uscita autostradale                        | Abbadia di Stura        | 3,1 | TO                  |
|                                                       | Padana Superiore        | 3,2 | TO                  |

### Diramazione per Moncalieri
La diramazione per Moncalieri è un tratto autostradale lungo 6,18 km. È la prosecuzione dell'A6 la quale termina, senza soluzione di continuità, poco prima dell'interconnessione con l'A55-Tangenziale Sud.
| DIRAMAZIONE PER MONCALIERI                            |                                         |      |      |                     |
| Tipo                                                  | Indicazione                             | ↓km↓ | ↑km↑ | Città metropolitana |
|                                                       | Torino - C.so Unità d'Italia Italia '61 | 0,0  | 5,0  | TO                  |
| Simbolo di uscita autostradale                        | San Paolo di Villastellone              | 3,3  | 1,7  | TO                  |
|                                                       | Area Servizio "Bauducchi"               | 4,3  | 1,9  | TO                  |
| Simbolo di incrocio autostradale con altra autostrada | Tangenziale Sud                         | 5,1  | 1,1  | TO                  |
|                                                       | Savona                                  | 6,18 | 0,0  | TO                  |

### Diramazione per Pinerolo

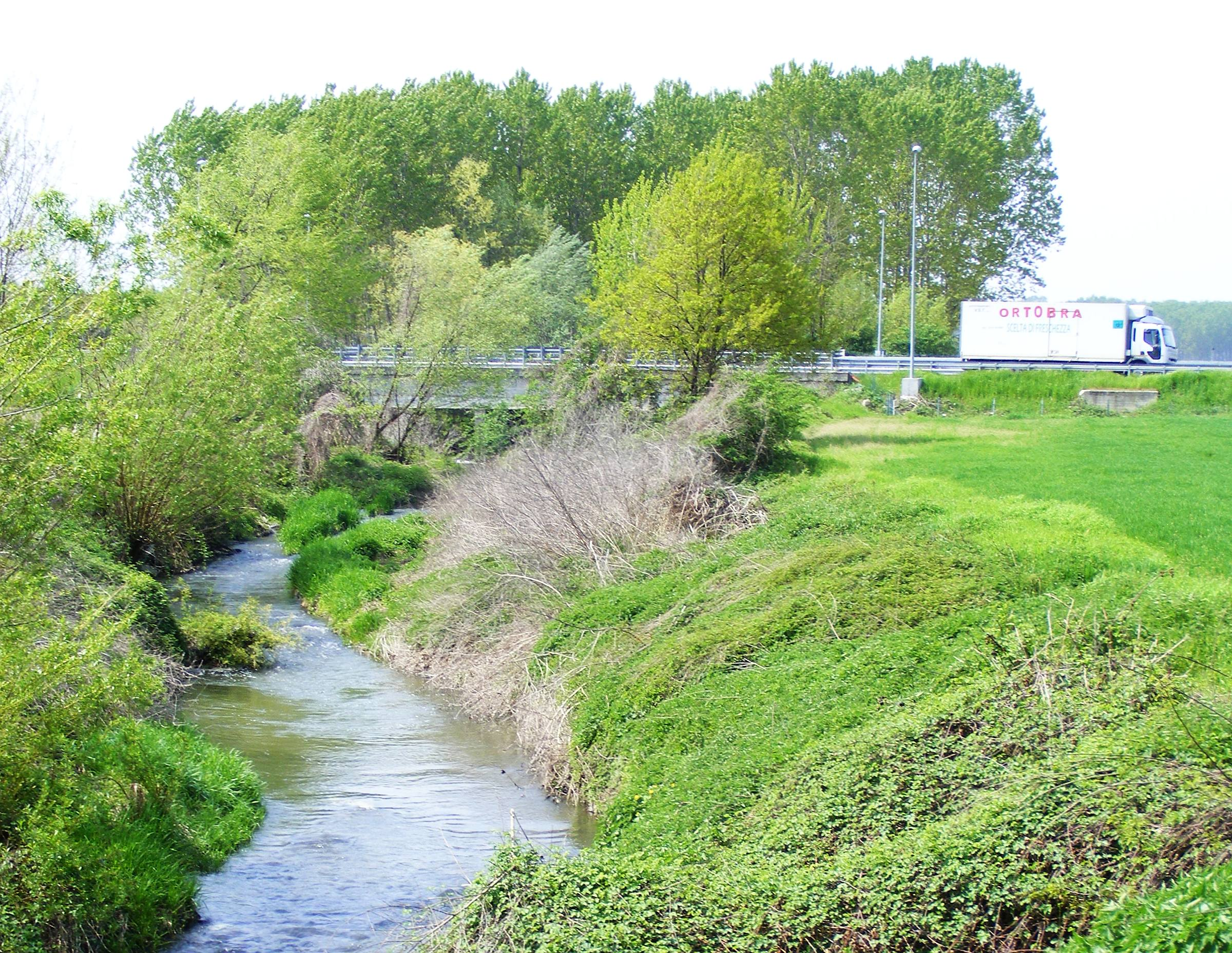
Il ponte sul rio Torto

L'idea di costruire una diramazione autostradale da Torino verso Pinerolo nasce negli anni sessanta, in conseguenza dell'aumento di traffico verso Pinerolo e le sue valli (val Chisone in particolare).
La diramazione era prevista fin dal progetto originario della tangenziale di Torino, ma a causa di molteplici problemi il primo tratto Torino-None viene inaugurato solo nel 1992; l'ultimo tratto vede la luce grazie all'assegnazione dei XX Giochi olimpici invernali alla città di Torino ed è stato inaugurato il 9 gennaio 2006. Il completamento della diramazione ha così abbreviato i tempi di percorrenza tra il capoluogo piemontese e Pinerolo.
La diramazione, gestita dalla Ivrea Torino Piacenza, è a due corsie per senso di marcia con corsia di emergenza, per tutta la sua lunghezza. Ha inizio come asse di penetrazione urbana di corso Orbassano in Torino nel quartiere di Mirafiori Sud (corso Orbassano) per una lunghezza di 1,33 km; termina a Pinerolo, innestandosi senza soluzione di continuità sulla strada regionale 23 del Sestriere, che in tale punto diventa anch'essa a due corsie per senso di marcia (sprovvista tuttavia di corsia di emergenza), formando la circonvallazione (detta talvolta tangenziale) di Pinerolo.
Lungo il tragitto sono presenti quattro aree di servizio, Beinasco Nord/Sud e Piscina Nord/Sud.

È presente una barriera di pedaggio, a Beinasco, poco prima dell'intersezione con la tangenziale Sud. Gli svincoli tra Riva di Pinerolo e Candiolo sono liberi da pedaggio; prima della costruzione era libero da pedaggio, e completamente usufruibile, anche lo svincolo di Orbassano. Dopo la costruzione della barriera tale svincolo non è più accessibile in uscita in direzione Torino ed in entrata in direzione Pinerolo.

Al momento dell'attivazione il pedaggio era di 1 €, è stato aumentato quindi in seguito:
- 1,10 € nel 2008
- 1,20 € a maggio 2009
- 1,30 € a luglio 2010
- 1,40 €
- 1,50 € a gennaio 2012
- 1,60 € ad aprile 2013
- 1,70 € a Gennaio 2018

A questa diramazione la concessionaria ATIVA ha assegnato il soprannome di autostrada del Pinerolese.
| TORINO - PINEROLO Autostrada del Pinerolese                                            |                                                                             |       |       |                     |
| Tipo                                                                                   | Indicazione                                                                 | ↓km↓  | ↑km↑  | Città metropolitana |
|                                                                                        | Torino - C.so Orbassano                                                     | 0,0   | 23,44 | TO                  |
| Simbolo di incrocio autostradale con altra autostrada                                  | tangenziale Nord Milano Bardonecchia Aosta Trafori                          | 0,9   | 22,54 | TO                  |
| Simbolo di uscita autostradale · Simbolo di incrocio autostradale con altra autostrada | Stabilimento Drosso tangenziale Sud Savona Piacenza - Brescia               | 1,33  | 22,11 | TO                  |
|                                                                                        | Autostrada del pinerolese                                                   | 1,33  | 22,11 | TO                  |
|                                                                                        | Barriera Beinasco                                                           | 2,3   | 21,14 | TO                  |
|                                                                                        | Area Servizio "Beinasco"                                                    | 3     | 20,4  | TO                  |
| Simbolo di uscita autostradale                                                         | Orbassano                                                                   | 4,2   | 19,2  | TO                  |
| Simbolo di uscita autostradale                                                         | Candiolo Rivalta Orbassano I.R.C.C. - Centro Tumori                         | 7,1   | 16,3  | TO                  |
| Simbolo di uscita autostradale                                                         | Gerbole di Volvera                                                          | 9,6   | 13,8  | TO                  |
| Simbolo di uscita autostradale                                                         | Volvera                                                                     | 12,1  | 11,3  | TO                  |
| Simbolo di uscita autostradale                                                         | None                                                                        | 13,9  | 9,5   | TO                  |
| Simbolo di uscita autostradale                                                         | Piscina                                                                     | 19,8  | 3,6   | TO                  |
|                                                                                        | Area Servizio "Piscina"                                                     | 21,5  | 1,9   | TO                  |
| Simbolo di uscita autostradale                                                         | Riva di Pinerolo                                                            | 23,1  | 0,3   | TO                  |
|                                                                                        | Tangenziale di Pinerolo Val Chisone - Sestriere Saluzzo - Cuneo Val Pellice | 23,44 | 0,0   | TO                  |

1. ↑  Utilizzo riservato solo agli addetti allo stabilimento FIAT
2. ↑  Solo entrata in direzione Torino, solo uscita in direzione Pinerolo.

## Tangenziale Est (progetto accantonato)
La tangenziale Est di Torino era un progetto di tratto autostradale che avrebbe chiuso l'anello tangenziale della città di Torino.
Il progetto era stato inserito nel corso del 2009 nelle opere infrastrutturali più importanti d'Italia e la Provincia di Torino aveva dichiarato che nel 2011 sarebbero partiti i lavori, dopo l'approvazione prevista nel 2010: ma le diverse valutazioni dei Comuni interessati sul tracciato e le difficoltà economiche sopravvenute hanno fatto sì che nell'anno 2023 non sia stata iniziata alcuna opera in merito.
Questo tratto autostradale era un'idea di complessa realizzazione, in quanto il territorio a est della città è prevalentemente collinare.
La Regione Piemonte ha stanziato circa 200 milioni di euro per realizzarne uno studio di fattibilità.

### Il percorso
Il progetto di massima è quello di collegare la A21 Torino-Piacenza, all'altezza della frazione di Pessione (Chieri), sino alla città di Chieri. Successivamente, tra Chieri ed il comune di Gassino Torinese il percorso proseguirebbe in galleria per circa 7,5 km. Il fiume Po sarebbe superato da un nuovo ponte e il tratto autostradale raggiungerebbe l'autostrada A4 Torino-Milano sullo svincolo già esistente di Volpiano sud. La tangenziale proseguirebbe sino alla vicina A5 Torino-Aosta, per raccordarsi all'altezza dello svincolo di Volpiano.

### Gli svincoli
Gli svincoli previsti, sarebbero in corrispondenza di Chieri nord, Chieri sud, SSP 590-San Raffaele Cimena, oltre alle interconnessioni con la A21 in località Pessione, con la SS11, con la A4 nel comune di Brandizzo e con la A5 nel comune di Volpiano.
I caselli autostradali sarebbero localizzati a Pessione (in sostituzione dell'attuale casello di Villanova d'Asti situato al raccordo con la Tangenziale Sud di Torino), all'interconnessione di Brandizzo, sostituendo il casello torinese della Falchera, ed all'interconnessione con la A5 nel comune di Volpiano.
Sarebbe previsto anche un raccordo a servizio dello stabilimento della Martini & Rossi in località Pessione.

### Cantierizzazioni
Sebbene il progetto non sia mai stato definito, il cantiere di una delle grandi opere collegate al progetto di tangenziale è partito a gennaio 2008 e si è concluso a marzo 2010: si tratta del viadotto sul fiume Po che collega la SSP 590 della Valle Cerrina, nel tratto tra i comuni di Gassino Torinese e San Raffaele Cimena, con la SS11 allo svincolo di Brandizzo; questo viadotto è inoltre collegato, con un tratto di strada a doppia carreggiata, allo svincolo di Volpiano sud dell'A4 Torino-Trieste.
L'infrastruttura si sviluppa per 2.765 metri, compresa la parte esclusiva del viadotto lungo 1.200 metri. Quest'ultimo è formato da 12 campate di calcestruzzo e acciaio, con cavi di decompressione a vista, ed è stato progettato dall'Ares Piemonte e finanziato dalla Regione Piemonte. I lavori sono stati eseguiti dalle ditte CO.GE.FA. e Cumino di Torino per un costo totale di 37 milioni di euro.

### Critiche all'opera
È nato un comitato di difesa del territorio, Comitato NoTangEst, che opera per informare i cittadini sulle problematiche (inquinamento indotto dal traffico pesante, problemi idrogeologici, problemi ambientali etc.) relative alla realizzazione dell'opera, e organizza iniziative di informazione e pressioni sulle amministrazioni pubbliche coinvolte nella realizzazione del progetto.

### Accantonamento
Dato il forte impatto ambientale che con una tangenziale autostradale andrebbe a incidere sulla Collina Torinese (sito Riserva della biosfera UNESCO), il progetto è stato accantonato in favore della realizzazione di una Gronda, da ottenersi mediante riorganizzazione della viabilità esistente e una riduzione al minimo di gallerie e viadotti.